# بابيلون فونتي دي سان لويس
بابيلون فونتي دي سان لويس (بالإسبانية: Pabellón Fuente de San Luis)‏ صالة رياضية مغلقة في مدينة فالنسيا في إسبانيا، تستخدم لرياضتة كرة السلة وهي معقل نادي فالنسيا باسكت الذي يلعب في بطولة الدوري الإسباني لكرة السلة،أُفتتحت الصالة سنة 1983 ، وتتسع الصالة إلى نحو 8,500 متفرج.